# 生态系统理论
生态系统理论（英語：ecological systems theory），有时也称作背景发展理论或者人际生态理论，将人际关系分成了四套依次层叠的环境系统。这些系统彼此之间又相互影响。该理论由尤里·布朗芬布伦纳（Urie Bronfenbrenner）提出并完善，现时被普遍接受为发展心理学领域的领导性理论。
四个系统为：
- 微系统（Microsystem）：直接环境（家庭，学校，同龄群体）
- 中系统（Mesosystem）：中系统由直接环境之间的联系构成（例如，一个孩子的「家和学校」）
- 外系统（Exosystem）：间接发生影响的外部环境条件（例如，父母的工作场所）
- 宏系统（Macrosystem）：较大的文化背景（例如，东方文化对比西方文化，国家经济、政治文化，次文化）

之后，还添加了第五个系统：
- 时间系统（Chronosystem）：环境事件与生活方式的改变

个人的生活规律可能被认为是微系统的一部分；因此，该理论近来也被称作「生物生態學理論（Bio-Ecological Systems Theory）」。
每个系统都包含了能有力地影响发展的角色，规范和规则。

## 批评
生态系统理论受到了一些批判，主要是它过于强调个人的适应而忽视了社会变革的可能性和必要性。这种理论对现有社会秩序偏向于接受和分析，而不是像批判性理论那样对其进行质疑。这种理论对环境问题的关注不足，与当前社会工作价值观有一些不一致之处。

## 出版物
- 尤里·布朗芬布伦纳. (1979). The Ecology of Human Development: Experiments by Nature and Design. Cambridge, MA: Harvard University Press. ISBN 0-674-22457-4
- Dede Paquette & John Ryan. (2001). Bronfenbrenner’s Ecological Systems Theory
- Arch G. Woodside, Marylouise Caldwell, Ray Spurr. (2006). Advancing Ecological Systems Theory in Lifestyle, Leisure, and Travel Research, in: Journal of Travel Research, Vol. 44, No. 3, 259-272.